# Aeroportul Telêmaco Borba
Aeroportul Telêmaco Borba (IATA: TEC, ICAO: SBTL) este un aeroport din Telêmaco Borba, Paraná, Brazilia ce deservește zona Telêmaco Borba. Aeroportul a fost tranzitat în 2022 de 570 de pasageri. A fost numit după zona deservită.
Situat la o altitudine de 796 m, aeroportul dispune de 1 pistă.

## Infrastructură

### Piste
Aeroportul dispune de o singură pistă. Pista 2/20 are suprafața de asfalt și dimensiunile 1.800 m × 30 m. 